# Bolozon
Bolozon település Franciaországban, Ain megyében. Lakosainak száma 99 fő (2022. január 1.). Bolozon Cize, Corveissiat, Hautecourt-Romanèche, Leyssard, Matafelon-Granges, Serrières-sur-Ain és Sonthonnax-la-Montagne községekkel határos.

## Népesség
A település népességének változása:
| Lakosok száma | 112  | 94   | 94   | 99   | 92   | 89   | 89   | 91   | 91   | 99   |
|               | 1968 | 1982 | 1999 | 2006 | 2011 | 2015 | 2017 | 2018 | 2020 | 2022 |